# 関節鏡
関節鏡（かんせつきょう、英: arthroscopy）とは、関節の状態を観察・治療する内視鏡。関節鏡を用いた検査のことを関節鏡検査、治療を関節鏡下手術（AS：arthroscopic surgery）という。

## 歴史
実用的な関節鏡は、1950年代に東京逓信病院整形外科部長の渡辺正毅らによって開発され世界に広まった。

## 構造
直径は4mmで、先端に小さなレンズが付いており、これで関節内を観察する。関節鏡は大きなモニタにつながっており、これを見ながら手術を行う。主に内側膝蓋滑膜ひだ障害や離断性骨軟骨炎の手術などに使われている手法である。また外側半月板の縫合術や部分切除術にも使用される